# Pony Canyon
Pony Canyon, Inc. (株式会社ポニーキャニオン? Kabushiki gaisha Ponī Kyanion), cũng được gọi bằng tên ngắn gọn là Ponycan (ぽにきゃん? Ponikyan), là một công ty Nhật Bản, được thành lập vào ngày 1 tháng 10 năm 1966, phát hành video, phim ảnh và trò chơi video âm nhạc, DVD và VHS.
Nó là một chi nhánh của tập đoàn truyền thông Nhật Bản Fujisankei Communications Group.

## Lịch sử
Vào ngày 1 tháng 10 năm 1966, Nippon Broadcasting System, Inc. đã mở một phòng thu âm mới, được gọi là Nippon Broadcasting System Service, Inc. để sản xuất và tiếp thị âm nhạc từ các nghệ sĩ Nhật Bản. Bộ phận chính thức đổi tên của nó vào năm 1970 để Pony, Inc để phù hợp với tên thương hiệu nó đã được sử dụng trước đó. Đây là "PONYPAK" cho 8 băng đĩa từ năm 1967, và "PONY" cho băng từ năm 1968. Vào thời điểm này năm 1970, một hãng thu âm khác của Nhật Bản là Canyon Records Inc đã được thành lập. Năm 1982, Pony mạo hiểm vào nội dung tương tác bằng cách sản xuất phần mềm trò chơi máy tính cá nhân với cái tên "Ponyca". Năm 1984, công ty tham gia vào các thỏa thuận cấp phép với các công ty lớn ở nước ngoài, MGM / UA Home Video, Vestron Video International, Walt Disney Home Video và BBC Video (công ty cũng đã ký hợp đồng cấp phép với các công ty lớn ở nước ngoài, RCA / Columbia Pictures International Video năm 1986), Và năm 1985, họ thành lập văn phòng tại New York và London. Năm 1986, Pony ký thỏa thuận cấp phép với A & M Records và vào năm 1989 với Virgin Records để quản lý cả hai công ty. Vào ngày 21 tháng 10 năm 1987, Pony và Canyon hợp nhất các hoạt động ghi lại thành Pony Canyon, Inc.